# Floriane Pugin
Floriane Pugin née le 17 avril 1989, est une pilote française de vélo tout terrain spécialiste de la descente. Elle est surnommée The flying banana en raison de la couleur jaune de la combinaison de son équipe Scott 11.

## Biographie
Floriane Pugin est originaire de Haute-Savoie et suit des études d'ingénieur à l'INSA de Lyon. Elle gagne sa première victoire en coupe du monde en juin 2011 à Leogang.
Elle devient championne de France en 2013. Elle annonce début 2014 qu'elle se met en retrait de la saison de descente 2014 pour se recentrer sur d'autres activités.
Le 29 octobre 2017, Floriane Pugin et Grégoire Lestienne réalisent la première ascension du sommet Yanme Kang (6206m) lors d'une expédition au Népal.
Le 31 août 2019, elle se marie avec Grégoire Lestienne, guide de Haute Montagne.
L'année 2020 voit la réalisation d'un projet de Traversée de l'Arc Alpin en 4 saisons, appelé PIZALP.
Floriane Pugin et Grégoire Lestienne entreprenne cette traversée de Vienne (Autriche) jusqu'à Nice (France) en mettant en avant les cinq points de ce projet :
- Participatif : le parcours est conçu pour qu'il soit possible de rejoindre l'aventure,
- Multi-activités : Ski, VTT, Escalade, Alpinisme, Canyoning,
- Eco-réaliste : une réelle aventure sans prendre d'avion, en mettant en avant les moyens de transports à pieds, ski ou VTT, et les transports en commun locaux,
- Créatif : création d'itinéraires insolites,
- Culturel : au delà de l'entrée de l'Alpinisme au Patrimoine Mondial immatériel de l'UNESCO, l'immersion prolongée au cœur des Alpes des deux protagonistes les amènera à des rencontres et des visites de sites UNESCO.

## Palmarès

### Championnats du monde de descente
- Juniors (1)
  - Championne du monde juniors en 2007

- Élites
  - 4e aux Championnats du monde de VTT en 2008
  - 5e aux Championnats du monde de VTT en 2009
  - 4e aux Championnats du monde de VTT en 2010
  - 4e aux Championnats du monde de VTT en 2012

### Coupe du monde
- Coupe du monde de descente
  - 4e en 2009
  - 4e en 2010
  - 2e en 2011 (1 manche)
  - 6e en 2013

### Championnats d'Europe
- Championne d'Europe de descente juniors : 2006, 2007
- Championne d'Europe de descente : 2009

### Championnats de France
- Championne de France de descente : 2013[3]